# Koschka Linkerhand
Koschka Linkerhand (* 1985) ist eine deutsche Romanautorin und Feministin. Sie vertritt einen materialistischen Feminismus.

## Leben und Werk
Linkerhand wuchs in Leipzig auf und studierte dort Germanistik und Philosophie. Nach Stationen in Dänemark und Hamburg lebt Linkerhand wieder in Leipzig, wo sie halbtags in einem sozialpädagogischen Beruf arbeitet und den Rest ihrer Zeit feministischem Aktivismus und schriftstellerischer Arbeit widmet.
Sie veröffentlichte Texte unter anderem in der Jungle World, der Konkret, der Wespennest, der Phase 2 und der Politisch schreiben – Anmerkungen zum Literaturbetrieb. Von 2017 bis 2021 war sie Redakteurin der outside the box – Zeitschrift für feministische Gesellschaftskritik. Von 2022 bis 2023 schrieb sie für die linke Wochenzeitung Jungle World die Kolumne Der Stand der Bewegung.
Im Jahr 2017 erschien ein Beitrag von ihr im von Patsy l’Amour laLove herausgegebenen Sammelwerk Beißreflexe, das insbesondere in der linken und queerfeministischen Szene kontrovers aufgenommen wurde. Im Frühjahr 2018 veröffentlichte Linkerhand als Herausgeberin den Sammelband Feministisch streiten, in dem die Autorinnen beschreiben, wie ein moderner materialistischer Feminismus als Gegenentwurf zum aktuell populären identitätspolitischen Queerfeminismus aussehen kann. In neueren Texten beschäftigt sie sich mit lateinamerikanischem Feminismus und der Kritik von Femiziden. 2022 erschien Um mein Leben, ein biografischer Bericht über die von Ehrenmord bedrohte Jesidin Azadiya H. Zwei Jahre später skizzierte Linkerhand mit Feministisch streiten 2 ihre Suche nach einer transnational orientierten feministischen Theorie, die sich über Subkultur und Universität hinaus als Teil einer umfassenden politischen Bewegung versteht.
Im Herbst 2018 veröffentlichte sie ihr erstes literarisches Werk Die Irrfahrten der Anne Bonnie, ein Abenteuerroman über die Piratinnen Anne Bonny und Mary Read. 2021 folgte der zweite Roman Ein neuer, ein ganz anderer Ort.
Im Juni 2023 wurde Koschka Linkerhand als Mitglied in den PEN Berlin gewählt.

## Veröffentlichungen
- Treffpunkt im Unendlichen: Das Problem mit der Identität. In: Patsy l’Amour laLove (Hrsg.): Beißreflexe: Kritik an queerem Aktivismus, autoritären Sehnsüchten, Sprechverboten. Querverlag, Berlin 2017, ISBN 978-3-89656-253-1.
- als Hrsg.: Feministisch streiten: Texte zu Vernunft und Leidenschaft unter Frauen. Querverlag, Berlin 2018, ISBN 978-3-89656-263-0.
- Die Irrfahrten der Anne Bonnie. Querverlag, Berlin 2018, ISBN 978-3-89656-267-8.
- Ein neuer, ein ganz anderer Ort. Querverlag, Berlin 2021, ISBN 978-3-89656-300-2.
- mit Azadiya H.: Um mein Leben. Ein biografischer Bericht. Querverlag, Berlin 2022, ISBN 978-3-89656-321-7.
- Feministisch streiten 2: Texte zu Bewegung und transnationalen Kämpfen. Querverlag, Berlin 2024, ISBN 978-3-89656-348-4.

## Nachweise
1. ↑  Koschka Linkerhand: Das Ende des Frauseins? In: EMMA. Nr. 4, Juli 2017.
2. ↑  Koschka Linkerhand: Jürgen und die Liebe. In: Website von Koschka Linkerhand. 18. August 2018, abgerufen am 2. Oktober 2020 (deutsch).
3. ↑  Koschka Linkerhand – Querverlag. Abgerufen am 3. April 2019.
4. ↑  Koschka Linkerhand: Das politische Subjekt Frau. In: Jungle World. 29. März 2018, abgerufen am 3. April 2019.
5. ↑  Koschka Linkerhand: Pappkamerad Primark. In: Konkret. Februar 2017, abgerufen am 14. April 2019.
6. ↑  Koschka Linkerhand: Wahida, Zainab, Tony. Flüchtlingshilfe im staatlich verordneten Integrationskurs. In: Wespennest. Band 175. Verein Gruppe Wespennest, Wien November 2018, S. 41–49.
7. ↑  Koschka Linkerhand: Nestbeschmutzerinnen – Zum Stand der feministischen Islamkritik. In: Phase 2. 2016, abgerufen am 14. April 2019.
8. ↑  Koschka Linkerhand: Angst und Aggressivität im Feminismus – Über die Notwendigkeit, sich Objekte jenseits von Sprachpolitik zu setzen. In: Phase 2. Januar 2018, abgerufen am 14. April 2019.
9. ↑  Koschka Linkerhand: Januscheks und der Weltfrieden. In: Politisch schreiben - Anmerkungen zum Literaturbetrieb. 2018, abgerufen am 2. November 2022.
10. ↑  outside the box - Zeitschrift für feministische Gesellschaftskritik. Abgerufen am 26. Juni 2019.
11. ↑  Sommer mit der Traumprinzessin. Abgerufen am 21. September 2022.
12. ↑  Tobias Brück: Kritik an der queerfeministischen Szene: Beißreflexe fast ausgeblieben. In: TAZ. 29. Mai 2017, abgerufen am 14. April 2019.
13. ↑  Chantal Louis: Feministisch Streiten. In: EMMA. 13. Juli 2018, abgerufen am 14. April 2019.
14. ↑  Anja Thiele: Feministisch streiten oder: Zum Stand des zeitgenössischen materialistischen Feminismus. In: Distanz Magazin. 20. Mai 2018, abgerufen am 14. April 2019 (deutsch).
15. ↑  Koschka Linkerhand: Mitten unter uns. Überlegungen zum transnationalen Kampf gegen Frauenmorde. Erster Teil. In: Konkret. August 2018, abgerufen am 2. Oktober 2020.
16. ↑  PEN Berlin feiert ersten Geburtstag und wächst auf fast 600 Mitglieder. Pressemitteilung vom 10. Juni 2023. PEN Berlin, abgerufen am 12. Juni 2023.

| Personendaten    | Personendaten                   |
| ---------------- | ------------------------------- |
| NAME             | Linkerhand, Koschka             |
| KURZBESCHREIBUNG | deutsche Autorin und Feministin |
| GEBURTSDATUM     | 1985                            |